# Bahnhof Trier West

Der Bahnhof Trier West – 1878 bis 1903 Trier links der Mosel, davor Bahnhof Trier – liegt an der Trierer Weststrecke. Er wurde am 25. Mai 1860 als erster Bahnhof im Stadtgebiet Triers eröffnet.

## Geschichte

### Personen- und Güterverkehr (1860–1983)
Am 25. Mai 1860 wurde der bis dato letzte Teilabschnitt der Saarstrecke mit dem Endpunkt Trier eröffnet und die Stadt somit an das Eisenbahnnetz angeschlossen. Die Strecke verläuft links der Mosel, und Trier erhielt einen Bahnhof im heutigen Stadtteil West. Ein erstes Empfangsgebäude wurde in den 1870er Jahren durch einen repräsentativen Bau ersetzt. Mit der Eröffnung der „Wilhelm-Luxemburg-Eisenbahn“ am 29. August 1861 erreichte man von Trier aus über Igel auch Luxemburg. 1871 wurde die Strecke nach Norden über Ehrang verlängert, es bestand somit eine direkte Verbindung durch die Eifel nach Köln.

Lageplan des Bahnhofs mit seinem Umfeld, 1870
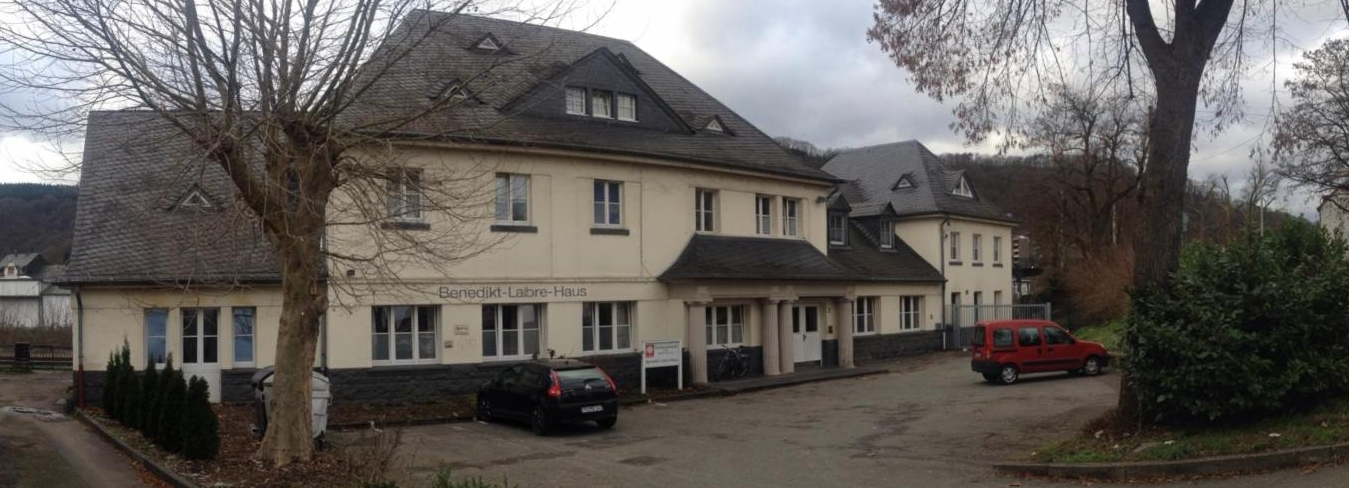
Das Empfangsgebäude aus den 1910er Jahren

Mit dem Bau der (Ober-)Moselstrecke bis 1878, die über Ehrang und die neu errichtete Pfalzeler Eisenbahnbrücke auf der rechten Moselseite durch Trier verlief, wurde auch die Moselseite Triers, auf der sich die Trierer Kernstadt befindet, bahntechnisch erschlossen. Ein neuer Bahnhof, der heutige Hauptbahnhof, entstand in der Folgezeit nordöstlich der Innenstadt. Dieser Bahnhof erhielt mit seiner Einweihung 1878 den Namen „Trier rechts der Mosel“, der Bahnhof im Westen wurde entsprechend „Trier links der Mosel“ benannt. 1889 erreichte auch die Moselstrecke von Koblenz kommend Trier auf der rechten Moselseite. Der Bahnhof an der Strecke von 1878 erlangte somit im Verlauf eine höhere Wichtigkeit, so dass dieser im Jahre 1903 in „Trier Hauptbahnhof“ und der Bahnhof links der Mosel in „Trier West“ umbenannt wurde. 1912/13 (nach anderer Quelle 1914 bis 1916) wurde etwas nördlich der alten Station auf Höhe der Römerbrücke ein neues Empfangsgebäude errichtet, das heute noch existiert. Im alten Gebäude befand sich im Anschluss noch bis 1925 das Eisenbahnbetriebsamt. Es wurde nach dem Zweiten Weltkrieg abgerissen. 1973 wurde das heutige Stellwerk Trier West in Betrieb genommen.

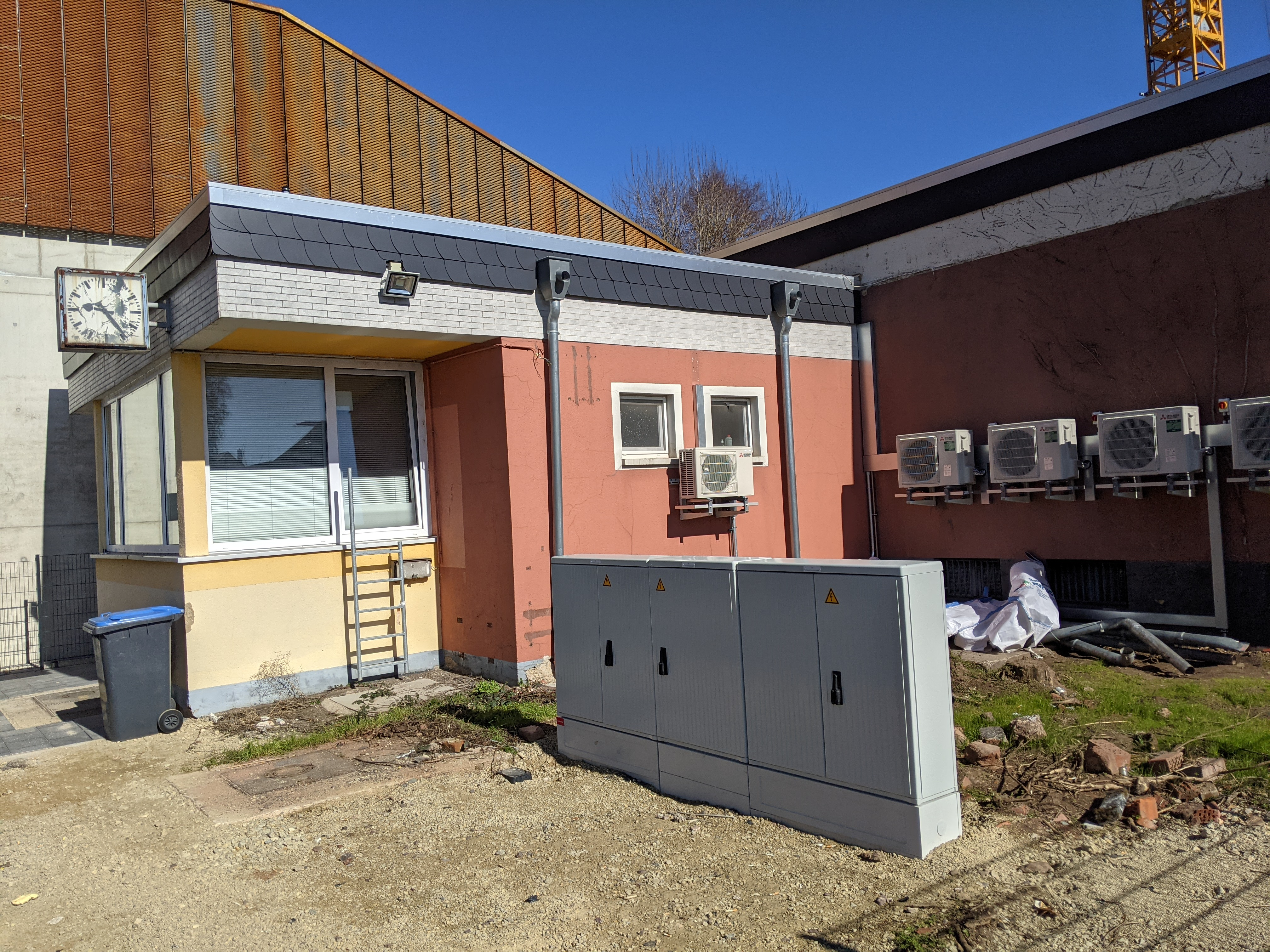
Stellwerk Trier West von 1973

### Ausschließlich Güterverkehr (1983–2025)
Trier West wurde noch bis 1983 im Personenverkehr bedient, ehe der Personenverkehr auf der Strecke zwischen Ehrang und der Konzer Moselbrücke endete. Schon seitdem der Großteil der Personenbeförderung über den heutigen Hauptbahnhof abgewickelt wurde, hatte der Güterverkehr auf der Weststrecke eine vergleichsweise hohe Bedeutung und verläuft auch heute noch über diese Strecke. Von den einstigen Bahnanlagen ist nur noch ein Ausweichgleis an der zweigleisigen Strecke vorhanden. Im erhaltenen früheren Empfangsgebäude, das nicht mehr im Besitz der Deutschen Bahn ist, ist unter dem Namen „Benedikt-Labre-Haus“ eine Unterkunft für wohnsitzlose Männer vom Regionalverband Trier der Caritas eingerichtet.

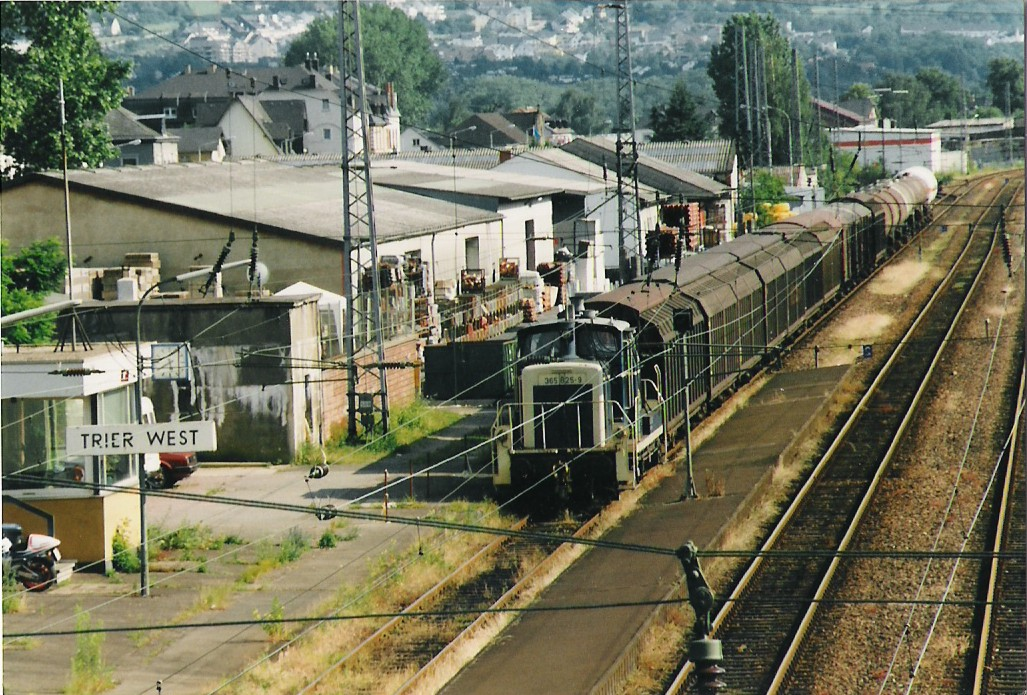
Ein Güterzug im Westbahnhof (1997)
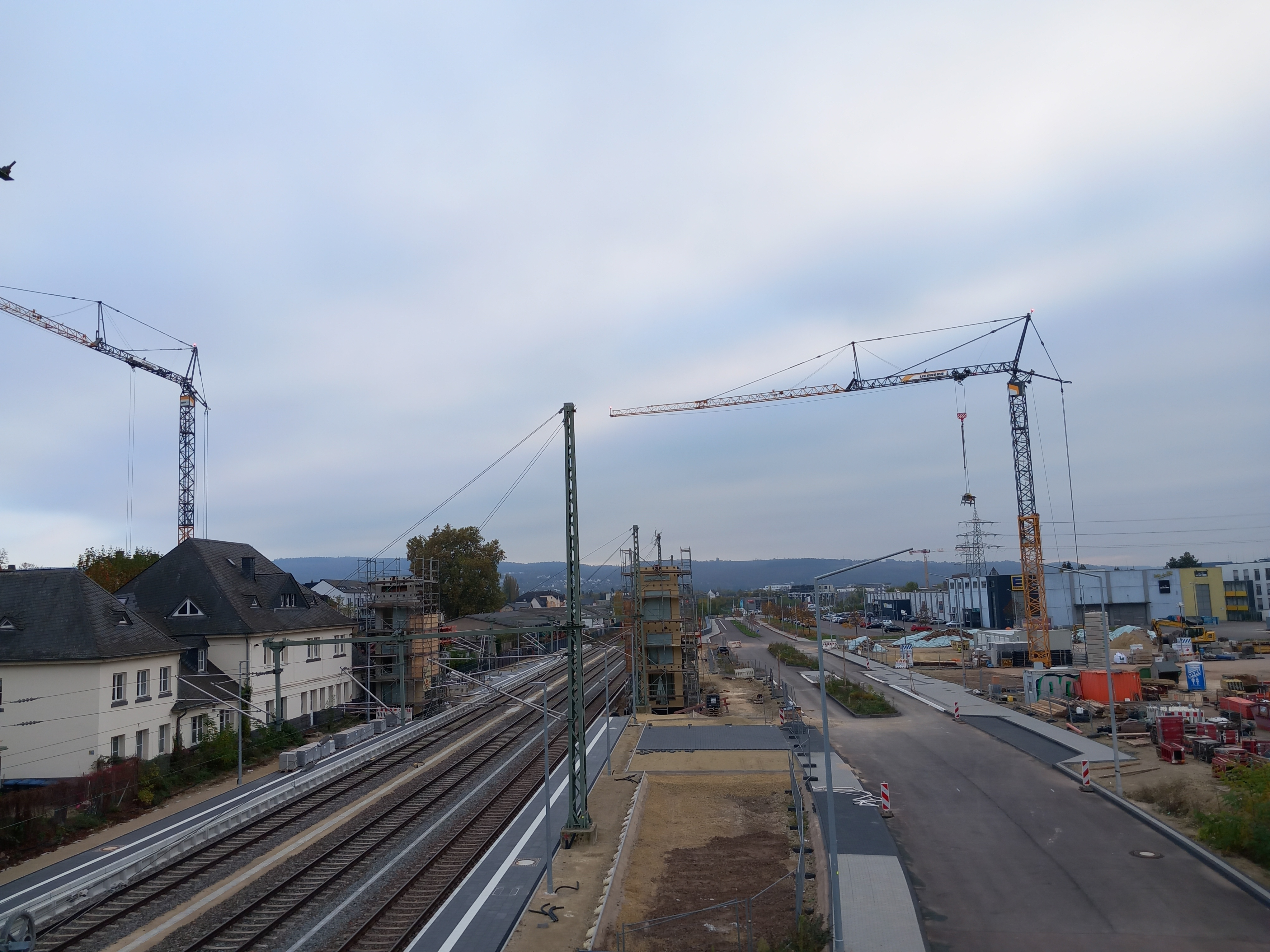
Neubau des Haltepunkts, November 2024

### Wiederaufnahme des Personenverkehrs
Der Bahnhof ist seit 3. März 2025 im Zuge der Reaktivierung der Weststrecke wieder eine Station des Personenverkehrs, wobei das ehemalige Empfangsgebäude nicht in den Bahnbetrieb miteinbezogen wurde. Der neue Bahnhof hat zwei Außenbahnsteige, die für die Fahrgäste über Treppen und einen Aufzug erreichbar sind. Die Treppen des Übergangs wurden im August 2025 geöffnet, der Aufzug ist noch geschlossen.